# Tavo Vildósola

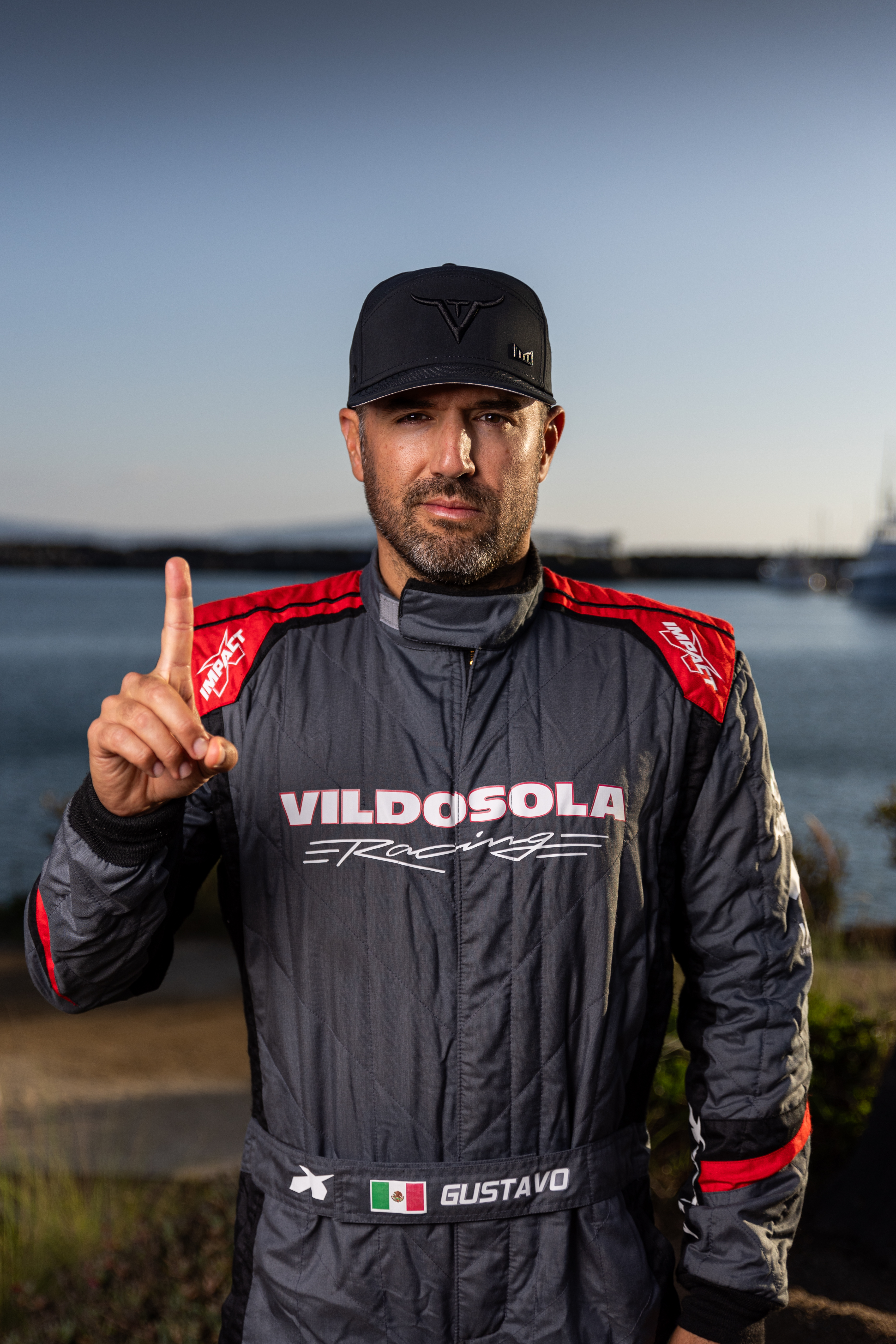
Tavo Vildosola en preparación para la Baja 400 2023

Gustavo Vildósola Pérez Tejada conocido como Tavo Vildósola (Mexicali, Baja California, 1 de febrero de 1982 (43 años). 

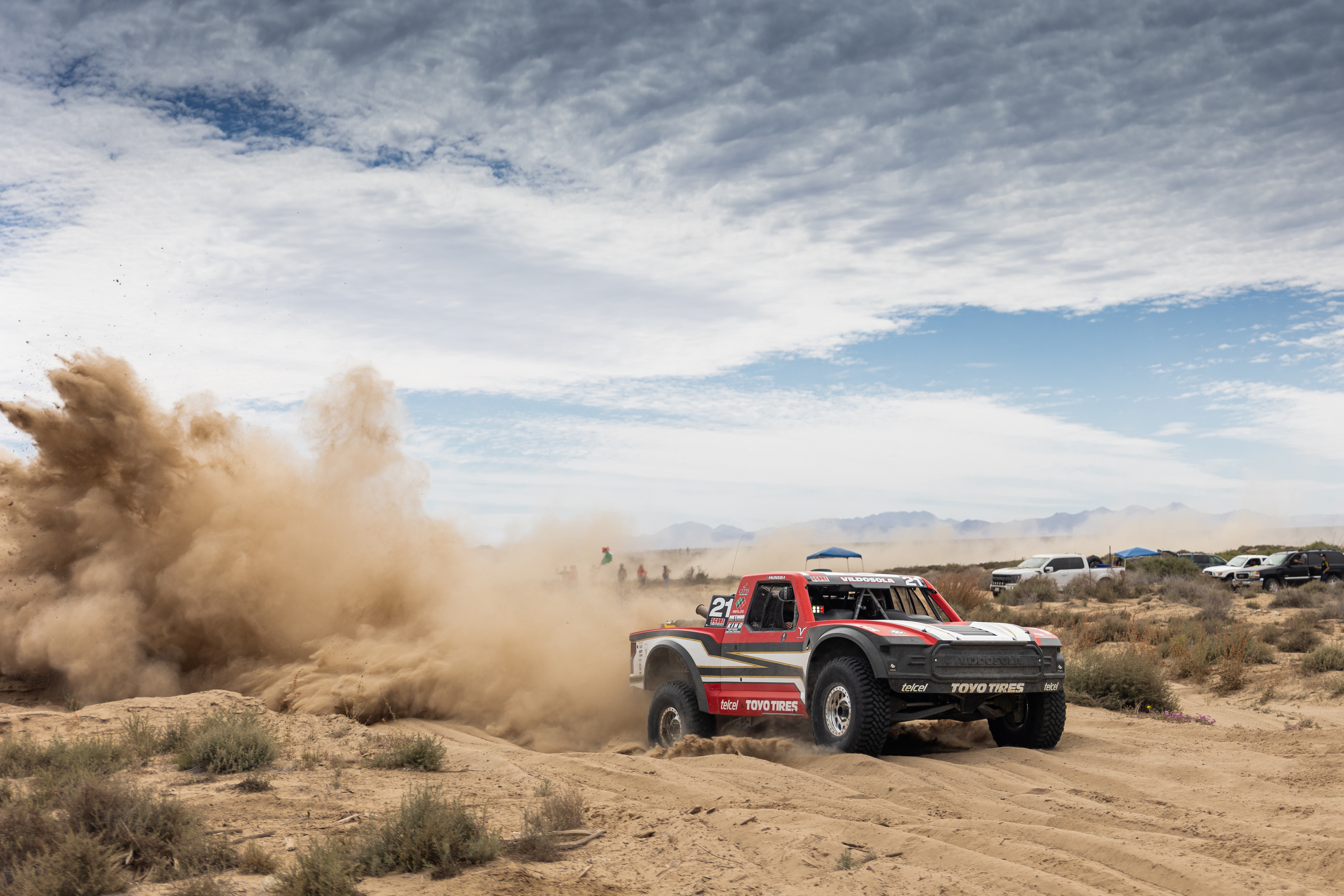
Trophy Truck #21 también conocido como [Nahual]. Según la tradición chamánica, el Nahual es "Nuestro guerrero interior, el animal del poder al que estamos vinculados".

Pasó gran parte de su infancia y adolescencia en Mexicali, Baja California, donde se dio su primer acercamiento a las carreras cuando aprendió a andar en motocicletas a la edad de 3 años. Esta pasión fue heredada por parte de su padre, Gustavo Vildósola Ramos, quién desde los 14 años ha sido un apasionado de las carreras y fue corredor desde 1968.
Después de unos años Tavo y su familia se mudan a la ciudad de San Diego California, lugar donde cursaría sus estudios universitarios en Administración de empresas en la universidad de esta misma ciudad.

## Incursión en las Carreras
Desde muy joven demostró habilidad en los negocios y destreza en las carreras, al igual que su abuelo y su padre, razón por la cual a sus 18 años se inició como copiloto en el 2000 donde por primera vez tuvo la oportunidad de estar tras el volante de un buggy clase 1 en la carrera San Felipe 250.
Esta experiencia le serviría de preparación para su siguiente carrera: Baja 1000, donde fue copiloto con Chris Harrold en el Clase 1 representando a Vildosola Racing, poco después se presentó la oportunidad de manejar un 1600 en Ensenada en una carrera local.
El año 2001 y 2002, Tavo los invirtió en prepararse y adquirir experiencia para abrirse camino en el 2003 en un buggy de un asiento clase 12 donde correría junto a Arturo Honold. Ese año fue productivo para él ya que se unió con el líder de los puntos en la clase 12, Brian Ickler logrando una gran mancuerna que los llevaría a ganar la carrera Tecate Score Baja 1000 para Brian.

El 2004, Tavo lo invirtió en dedicarse a 2 proyectos muy importantes para él: terminar sus estudios universitarios y el proyecto de un Pro-tuck Toyota Tundra. Su segunda temporada completa como corredor fue en el 2005 donde corrió con un pickup con poder V8, con el cual logró obtener el tercer lugar en su categoría en el campeonato score.

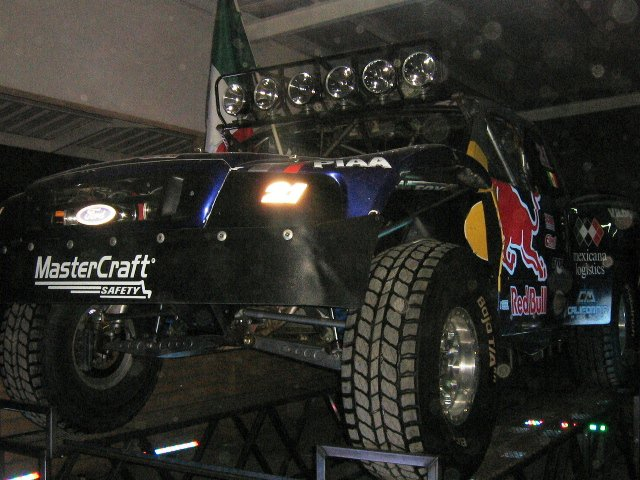
Vildosola Racing El Trophy Truck durante la celebración de la victoria de la Baja 1000 en el 2010 en Ensenada

Tavo obtuvo campeonatos en la SCORE International en los años 2006 y 2007 donde obtuvo mucha experiencia que le ayudaría a sobresalir después en los Trophy Trucks. En 2007 Tavo junto a su padre corrió la Baja 1000 a bordo de su Trophy Truck #4 donde obtuvieron el 2.º lugar que era en ese momento la mejor posición obtenida por un equipo Mexicano en la Baja 1000.
2010 fue el año de consagración para la familia Vildósola en el off-road, obtuvo un histórico segundo lugar en la Baja 500 la mejor posición para un equipo mexicano en dicha justa y el histórico 1.er lugar en la Baja 1000 venciendo incluso a las motocicletas, rompiendo récords de velocidad y tiempo en una Baja 1000 donde se recorriera toda la península.

## Mejores resultados de Vildósola
| Año  | Serie               | Carrera                         | Lugar | Clase                |
| ---- | ------------------- | ------------------------------- | ----- | -------------------- |
| 2002 | SCORE International | Baja 1000                       | 4.º   | SCORE Class 1/2-1600 |
| 2003 | SCORE International | Baja 1000                       | 1.º   | SCORE Lites          |
| 2005 | SCORE International | Baja 1000                       | 3.º   | ProTruck             |
| 2006 | SCORE International | SCORE Laughlin Desert Challenge | 1.º*  | ProTruck             |
| 2006 | Best In The Desert  | Parker 425                      | 1.º*  | ProTruck             |
| 2006 | Best In The Desert  | Parker 425                      | 4.º*  | SCORE Trophy Truck   |
| 2006 | SCORE International | San Felipe 250                  | 1.º*  | ProTruck             |
| 2006 | Best In The Desert  | Vegas to Reno                   | 1.º*  | ProTruck             |
| 2006 | Best In The Desert  | Vegas 300                       | 1.º+* | Trophy Truck         |
| 2006 | CODE Off-Road       | Mexicana Logistics 300          | 1.º*  | SCORE Trophy Truck   |
| 2007 | SCORE International | Baja 500                        | 1.º   | ProTruck             |
| 2007 | SCORE International | Baja 500                        | 9.º   | SCORE Trophy Truck   |
| 2007 | SCORE International | Baja 1000                       | 2.º   | SCORE Trophy Truck   |
| 2009 | CODE Off-Road       | Race Ready 275                  | 1.º+  | SCORE Trophy Truck   |
| 2009 | SCORE International | Baja 1000                       | 4.º   | SCORE Trophy Truck   |
| 2010 | SCORE International | Baja 500                        | 2.º   | SCORE Trophy Truck   |
| 2010 | Best In The Desert  | Vegas to Reno                   | 3.º   | SCORE Trophy Truck   |
| 2010 | CODE Off-Road       | Mexicana Logistics 300          | 1.º   | SCORE Trophy Truck   |
| 2010 | SCORE International | Baja 1000                       | 1.º+  | SCORE Trophy Truck   |
| 2011 | SCORE International | SCORE Laughlin Desert Challenge | 3.º   | SCORE Trophy Truck   |
| 2011 | CODE Off-Road       | Mexicana Logistics 300          | 2.º   | SCORE Trophy Truck   |
| 2012 | CODE Off-Road       | Mexicana Logistics 300          | 2.º   | SCORE Trophy Truck   |
| 2012 | SCORE International | Baja 1000                       | 8.º   | SCORE Trophy Truck   |
| 2013 | SCORE International | San Felipe 250                  | 1.º+  | SCORE International  |

(*)
(+) Mejor tiempo absoluto.

## Vida personal
Director general de Mexicana Logistics. Hijo del empresario mexicalense y corredor de autos off-road Gustavo Vildósola III. Está casado con Leticia y juntos tienen 3 hijos.